# Lamina parana
Lamina parana är en spindelart som beskrevs av Forster 1970. Lamina parana ingår i släktet Lamina och familjen Desidae. Inga underarter finns listade i Catalogue of Life.